# NGC 7501
NGC 7501 is een elliptisch sterrenstelsel in het sterrenbeeld Vissen. Het hemelobject werd op 2 september 1864 ontdekt door de Duitse astronoom Albert Marth.

## Synoniemen
- MCG 1-59-7
- ZWG 406.8
- NPM1G +07.0509
- PGC 70619